# Световна асоциация на ядрените оператори
Световната асоциация на ядрените оператори (на английски: World Association of Nuclear Operators) е международна организация, обединяваща оператори на атомни електроцентрали (АЕЦ) от целия свят.
Създадена е на 15 май 1989 година в отговор на Чернобилската авария и си поставя за цел обмяната на опит и координацията на дейността на операторите на АЕЦ за подобряване на тяхната безопасност и надеждност. Организацията е базирана в Лондон с регионални центрове в Атланта, Москва, Париж и Токио. Неин член е и българският оператор АЕЦ „Козлодуй“.